# Johann Michael Tekusch
Johann Michael Tekusch (magyarosan: Tekus János Mihály, Pozsony, 1764. december 17. – Brünn, 1813. december 8.) evangélikus gimnáziumi tanár, később lelkész.

## Élete
Pozsonyban született, hol atyja prémkereskedő volt. A Pozsonyi Evangélikus Líceumban tanult és 1785-ben a göttingeni egyetemet látogatta, 1787-ben pedig a jenai egyetemen folytatta tanulását. 
Hazájába visszatérve, 1789-ben a pozsonyi evangélikus gimnáziumban subrectori állást nyert, melyet 14 évig töltött be. A teológiai tanárságot, melyre törekedett, nem nyerhette el, hanem az ékesszólást és matematikai tantárgyakat kellett tanítania. Ezért nemsokára 1803-ban Brünnbe hívták meg evangélikus lelkésznek. Tíz évi működése után ugyanott meghalt.

## Munkái
- Dankbare Regungen ehrfurchtsvoll geführter Schüler, die ihren theuersten Lehrer Stephan Sabel... sein werthes Namensfest im erwünschten Wohlsein antretten sehen, in einer Ode strauchelnd vorgesungen, Pressburg, 1780
- Doctrina Christiana, velut Institutio felicitatis consequendae. In usum Juventutis. Uo. 1794 (2. kiadás 1907., 3. k. 1818. J. S. Diterich német munkájának latinra fordítása).
- Kurze Geschichte der evangelisch-lutherischen Kirche in Ungarn von Anfang der Reformation bis Leopold II. Göttingen, 1794
- Regulae Syntaxeos breves et faciles ad Grammat. Broederi, Secunda editio 1798. Mense Augusto m. T., hely n.
- Genethliacon Seren. Archiduci Josepho Franciso Leopoldo, die IX. mensis Aprilis Anno MDCCXCIX. Versionis Germanicae Musices vero Heinrico Klein. Posonii
- Syntaxis linguae latinae cum prosodologia in usum scholarum. Uo. 1801 (Ism. N. Annalen der Literatur. Wien, 1809. II. 183. l.)
- Rede über die christliche Theilnahme an den Angelegenheiten des Vaterlandes. Brünn, 1809
- Prosodia et periodologia. Pestini, 1830. (Ujabb kiadása: Periodologia et prosodia, Emendata ab Adolpho Molitoris. Pest, 1846)

Szerkesztette a Pressburger Musenalmanachot 1785-re (Költemények: Scho, Tekusch, Seivert és névtelenekről, 3 zeneműmelléklettel). Kiadta Werner (J. J.) Auserlesene Predigten c. munkáját (Pozsony, 1794).
Kéziratban: Acta ecclesiastica Tekuschiana. (Egyháztörténelmi kéziratok gyűjteménye a XVIII. századból; köztük: De Evangel. Templo et Gymnasio Germanicae et Hungaricae Nationis Posoniensis és Series Ministrorum Eccles. A. Conf. Poson.).